# Anton Rathke

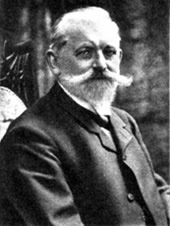
Anton Rathke

Anton Rathke (ur. 12 sierpnia 1813 w Smolajnach, zm. 22 listopada 1898 w Gdańsku) – ogrodnik, pionier wschodnioniemieckiego ogrodnictwa. Pochodził z rodziny od pokoleń zajmującej się ogrodnictwem.

## Życiorys
W 1831 roku odbył praktyki w Królewskim Ogrodzie w Oliwie (Gdańsk) jako pomocnik ogrodnika. Pobyt w ogrodach największej wówczas firmy ogrodniczej Boots & Sohne w Hamburgu przełożył się na sukcesy, jakie odniósł w Gdańsku i Pruszczu Gdańskim.
W 1850 roku przy ul. Sandgrube 399 w Gdańsku (obecnie Rogaczewskiego 12-14) założył duży ogród, który w późniejszym okresie (1873–1874) został wywłaszczony na potrzeby nowego szpitala miejskiego. Specjalizował się w hodowli kwiatów (dalii i pelargonii). W 1857 roku był współzałożycielem Gdańskiego Towarzystwa Budowy Ogrodów.
W 1858 roku założył w Pruszczu Gdańskim samodzielną szkółkę ogrodniczą o powierzchni 39 ha. Od 1875 roku wraz z synem Franzem (1841-1909) prowadził dużą firmę ogrodniczą A.Rathke&Sohn w Pruszczu Gdańskim, przy obecnej ulicy Wojska Polskiego. Przedsiębiorstwo w Pruszczu Gdańskim istniało do 1917 roku, jednak tradycje związane z prowadzoną tu działalnością ogrodniczą zachowały się do dziś (na terenie dawnego kompleksu Rathkego od 1945 roku funkcjonuje Technikum Ogrodnicze w Pruszczu Gdańskim).
Był wielokrotnie nagradzany na ogólnoniemieckich i światowych wystawach ogrodniczych.